# Hiperhivatkozás

Példa egy hiperlinkre

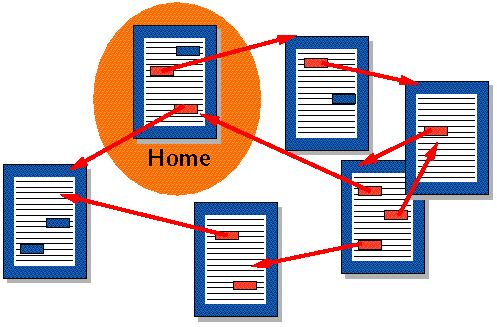
Több dokumentum kapcsolódik a hiperhivatkozásokhoz

Hiperhivatkozás (angolul hyperlink), más néven link, ugrópont,  kapocs, a hiperszöveges és a hipermediális rendszerek elemeit, objektumait összekötő eszköz. Értelmezéséhez különleges, számítógépes alkalmazásra van szükség.
Hiperhivatkozással legtöbbször az internet böngészése közben találkozhatunk, ahol a hasonló témájú információk így vannak összekötve. Ilyen kapcsolatok létrehozhatók weblapokon, szövegszerkesztőkben, táblázatkezelőkben, kiadványszerkesztőkben is. Jól szolgál a hiperhivatkozás olyankor, amikor igen sok helyről kell összekapcsolni az információkat (szövegeket, címeket stb.). A szöveges linkeket valamiképpen megkülönböztetik a többi szövegrésztől, általában aláhúzottak és más színűek. Ha idekattintunk, akkor az egérmutató megváltozik, és felfelé mutató ujj jelenik meg.
A hiperhivatkozásos szótárban a keresett szó meghatározásában szereplő minden egyes szó egyben hiperhivatkozás is, tehát tovább kereshető a szótárban.